# Herman Sörgel

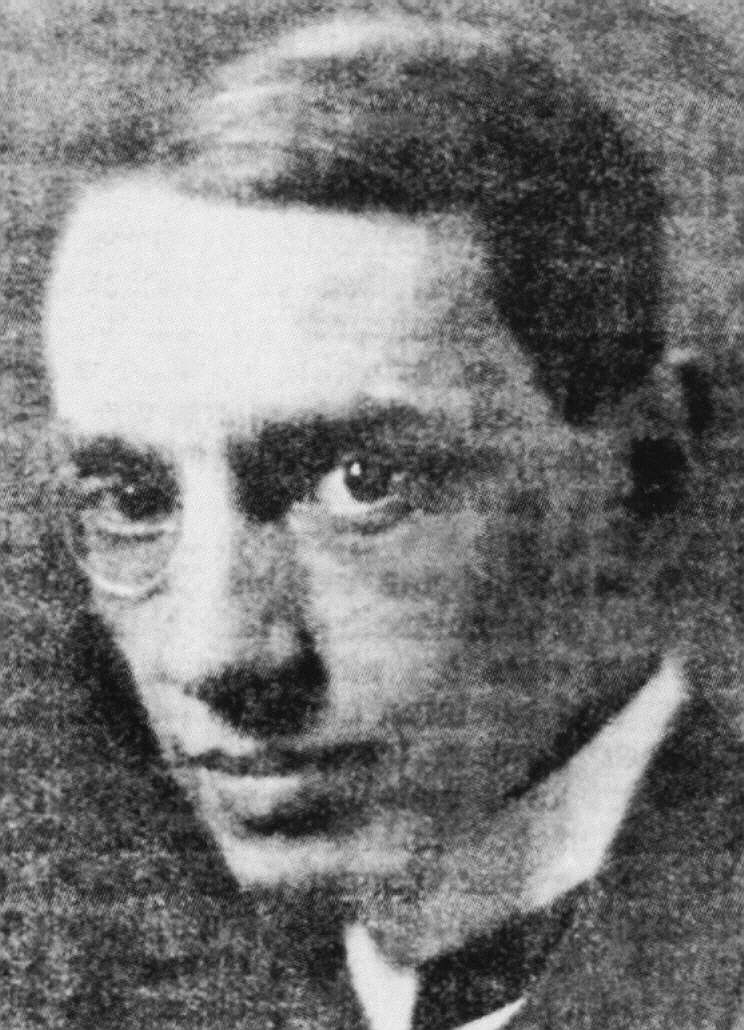
Herman Sörgel (1928)

Herman Sörgel (eigentlich Hans Otto Herman Sörgel; * 2. April 1885 in Regensburg; † 25. Dezember 1952 in München) war ein deutscher Architekt des Expressionismus (Bauhaus) und Kulturphilosoph, der sich mit Raumtheorie und geopolitischen Fragestellungen beschäftigte. Bekanntheit erlangte Sörgel vor allem durch sein Atlantropa-Projekt, mit dem er Ende der 1920er Jahre vorschlug, das Mittelmeer durch Staudämme vom Atlantik sowie vom Schwarzen Meer zu trennen und gleichzeitig zur Landgewinnung um 100 Meter abzusenken.

## Leben
Herman Sörgels Vater Johann (Hans) Ritter von Sörgel (1848–1910) war 1901 geadelt worden. Er gilt als Pionier der Errichtung von wasserbetriebenen Elektrizitätskraftwerken und leitete die oberste bayerische Baubehörde. Er war – neben Oskar von Miller – einer der Initiatoren des Walchenseekraftwerks. Seine Mutter Cäcilie (1846–1921), geborene Unterholzner, entstammte einer Neuöttinger Bierbrauerfamilie.
Im Jahr 1904 absolvierte Sörgel das Maximiliansgymnasium München und studierte im Anschluss vier Jahre lang Architektur an der Münchner Technischen Hochschule, die er als Diplomingenieur verließ. Herman Sörgel absolvierte 1910 das Examen zum Regierungsbaumeister. Die Annahme einer Doktorarbeit, die sich mit ästhetischen Fragen der Architektur beschäftigte, wurde in München abgelehnt, in Dresden jedoch vom Urbanisten Fritz Schumacher (1869–1947) als ausgezeichnet eingestuft. Sie fand darüber hinaus in Fachkreisen „eine beträchtliche Anerkennung“.
1914 heiratete er in London Babette Sörgel, geb. Ritz, mit der er zusammen in München wohnte. Mit ihr hatte er eine Tochter, die Ehe wurde 1921 geschieden. 1926 heiratete er Irene Sörgel, geb. Villányi.
Er starb an Weihnachten 1952 an den Folgen eines nie aufgeklärten Verkehrsunfalls, bei dem er mit seinem Fahrrad auf dem Weg zu einem Vortrag in der Münchner Prinzregentenstraße von einem Auto angefahren wurde. Die Grabstätte von Hermann Sörgel befindet sich auf dem Münchner Waldfriedhof (Grabnr. 31-W-42).

## Das Atlantropa-Projekt
Herman Sörgel wurde durch das monumentale Staudamm-Projekt „Atlantropa“ für die Straße von Gibraltar bekannt, welches er ab 1928 bearbeitete und 1932 in einem Buch mit gleichlautendem Titel vorstellte. Sörgel vertrat die geopolitisch gestützte Ansicht, dass sich in Zukunft drei wirtschaftspolitische Machtblöcke bilden würden: Amerika, Europa und Asien. Afrika werde aufgrund seiner zivilisatorischen Rückständigkeit technologisch abgekoppelt und nur als Rohstofflieferant von Bedeutung sein – es sei denn, Europa ginge nachhaltige Bindungen mit Afrika ein. Ebenso erkannte er, dass Kohle und Erdöl in absehbarer Zeit aufgrund der Verknappung fossiler Ressourcen immer teurer würden. Als möglichen Ausweg propagierte er eine Verwertung des riesigen Energiepotentials von Wasserkraft im Mittelmeer durch einen Staudamm. Durch die teilweise Trockenlegung des Mittelmeers sollte wertvolles Neuland gewonnen werden. Die in mühevoller Kleinarbeit über Generationen geleistete Neulandgewinnung der Niederländer an der Nordsee sollte nunmehr im großen Stil im Mittelmeerraum wiederholt werden; im Endstadium sollte aus Europa und Afrika der neue Kontinent „Atlantropa“ entstehen. Sörgel war ein überzeugter Pazifist, der die Schaffenskraft der europäischen Völker in das kolonisatorische Mega-Projekt „Atlantropa“ bündeln wollte. Das gescheiterte politische Ziel Napoleons I., durch großangelegte gesamteuropäische Kolonisationsprojekte – vor allem in Osteuropa – die europäischen Nationen zu einer kriegsfreien Europäischen Union zusammenzuschweißen, sollte durch „Atlantropa“ Wirklichkeit werden.
Das Projekt entstand in den 1920er Jahren, als Afrika fast völlig von europäischen Kolonialmächten beherrscht war, und verfolgte auch dezidiert kolonialistische Ziele. Zwar sollte „Europa mit Afrika zu einem mächtigen Weltteil zwischen Pan-Amerika und Asien“ vereinigt werden, jedoch nicht als gleichberechtigte Partner, sondern zum Schutz der europäischen Vormachtstellung über Afrika.
Bereits 1932 schrieb Sörgel: „Durch Einverleibung Afrikas in den abendländischen Kulturkreis ist heute noch eine Beherrschung der schwarzen Rasse möglich“. Zudem erhoffte er sich, dass „[d]urch Erstarkung Europas zu Atlantropa“ eine „Versandung und Bolschewisierung von Osten noch vorgebeugt werden“ könne. Sörgel erklärte weiter, dass „wenn die Weißen auf die Dauer Afrika beherrschen wollen, so die Überzahl der Schwarzen ihnen gegenüber nicht zu groß sein“ dürfe.
Nach seinem Tod wurde das Projekt „Atlantropa“ nicht weiter verfolgt und aufgrund der potentiellen Gefahren und absehbar negativen Folgen ad acta gelegt. Spätere geopolitische Arbeiten Sörgels (Projekt Kongo/Tschadsee als Ergänzung zu Atlantropa) gelten als verschollen. Teile der Archive des von ihm gegründeten und 1960 geschlossenen Atlantropa-Instituts werden im Deutschen Museum aufbewahrt (siehe Weblinks).

## Veröffentlichungen
- Einführung in die Architekturästhetik. Prolegomena zu einer Theorie der Baukunst, 1918
- Theorie der Baukunst I. Architektur-Ästhetik, 3. Auflage, Piloty & Löhle, München 1921 (Nachdruck: Gebr. Mann, Berlin 1998, ISBN 3-7861-1992-9)
- Entwurf zur Erziehungsreform des Gymnasions, Jenaer Volksbuchhandlung, Jena 1921
- Reformentwurf zur einheitlichen Organisation der Hochbauschulen, 1921
- Das Chilehaus, Hamburg. Architekt Fr. Höger (= Deutschlands Industrie und Handel; 1), Raue, Charlottenburg 1924
- Wohnhäuser (= Handbuch der Architektur, IV. Teil, Halbband 2, Heft 1), 2. Auflage, 1927
- Verirrungen und Merkwürdigkeiten im Bauen und Wohnen, Gebhardt, Leipzig 1929
- Mittelmeer-Senkung, Saharabewässerung - (Panropaprojekt) - Lowering the Mediterranean, Irrigating the Sahara, mehrsprachige Ausgabe, Gebhardt, Leipzig 1929
- Das Haus fürs Wochenende, Gebhardt, Leipzig 1930
- Atlantropa. Fretz & Wasmuth, Zürich / Piloty & Loehle, München 1932
- Vorwort zu: Wayne W. Parrish: Technokratie – die neue Heilslehre, Piper, München 1933
- Die drei großen A, Amerika, Atlantropa, Asien, 1938
- Atlantropa-ABC. Kraft, Raum, Brot. Erläuterungen zum Atlantropa-Projekt, Arnd, Leipzig 1942
- Atlantropa. Wesenszüge eines Projekts (= Atlantropa-Bibliothek; Band 1), Vorwort von John Knittel, Behrendt, Stuttgart 1948